# 小長谷悠紀
小長谷 悠紀（こながや ゆき、1966年11月28日 - ）は、日本の観光学者。元IBC岩手放送のアナウンサー、フリーアナウンサー。

父は詩人の小長谷清実、夫はフジテレビアナウンサーの青嶋達也。

## 来歴
東京都豊島区出身。立教大学文学部史学科地理専攻卒業後、1989年にIBC入社（同期に加藤ゆずか、田代親世等）。
「IBCラジオドラマチック競馬中継〜生の感動!!みちのくレース」などの番組を担当のうち、IBCを退職。
その後、フリーアナウンサーを経て、1998年に母校の立教大学大学院観光学研究科に入学。
2003年、立教大学大学院観光学研究科後期博士課程修了。博士（観光学）（論文タイトルは『新しい観光・レジャーの成立とその拡大過程に関する研究』）。
2014年10月より東京大学大学院工学系研究科都市工学専攻都市持続再生学コースに入学した。2019年修了。

## 経歴
- 余暇開発センター非常勤研究員（1999年 - 2000年）
- 矢野経済研究所非常勤研究員（2001年 - 2003年）
- 立教大学観光学部助手（2003年 - 2006年）
- 川村学園女子大学非常勤講師（2004年 - 2007年）
- 長野大学産業社会学部助教授（2006年 - 2007年）
  - 同大学環境ツーリズム学部准教授（2007年 - 2010年）
- 目白大学短期大学部ビジネス社会学科准教授（2010年 - 2016年）
- 高知県立大学文化学部教授（2016年 - 2021年）
- 跡見学園女子大学観光コミュニティ学部教授（2022年 - )